# Willem Dafoe
William James Dafoe, detto Willem (IPA: [ˈwɪləm dəˈfoʊ]; Appleton, 22 luglio 1955), è un attore statunitense con cittadinanza italiana.
Nella sua carriera ha ricevuto numerosi riconoscimenti ed è stato candidato a quattro Premi Oscar e quattro Golden Globe, oltre ad aver vinto, tra gli altri, la Coppa Volpi al Festival di Venezia.
Inizia a recitare negli anni ottanta in diversi film e raggiunge la fama internazionale interpretando il sergente Elias Grodin nel film Platoon di Oliver Stone, per il quale ha ricevuto la sua prima candidatura agli Oscar. Tra le altre interpretazioni ricordiamo l'agente speciale Alan Ward in Mississippi Burning - Le radici dell'odio, un controverso Gesù in L'ultima tentazione di Cristo e Goblin nella trilogia di Spider-Man di Sam Raimi e nel terzo film di Jon Watts, ruolo che gli è valso il Guinness dei primati per "la carriera più lunga come personaggio Marvel live action" congiuntamente a Tobey Maguire e J. K. Simmons (nei rispettivi ruoli di Spider-Man e J. Jonah Jameson), è stato però superato nel 2022 da Patrick Stewart per la sua apparizione come Charles Xavier in Doctor Strange nel Multiverso della Follia e quest'ultimo nel 2024 da Hugh Jackman come Wolverine, quest'ultimo si è fatto superare da Wesley Snipes nel ruolo di Blade entrambe con il film Deadpool & Wolverine. Ha inoltre ricevuto la sua seconda e terza candidatura al Premio Oscar nella sezione miglior attore non protagonista rispettivamente per L'ombra del vampiro e Un sogno chiamato Florida.
Nel 2018 riceve le lodi per la sua interpretazione di Vincent van Gogh nel film biografico Van Gogh - Sulla soglia dell'eternità, per il quale si è aggiudicato la Coppa Volpi per la migliore interpretazione maschile alla Mostra internazionale d'arte cinematografica di Venezia e la sua quarta candidatura all'Oscar, nella categoria miglior attore protagonista. La sua filmografia conta oltre cento interpretazioni con collaborazioni ricorrenti come le sette volte con Paul Schrader o le sei con Abel Ferrara. L'8 gennaio 2024 gli è stata assegnata la stella sulla Hollywood Walk of Fame.

## Biografia
Settimo di otto figli, proviene da una famiglia della media borghesia statunitense. Sia la madre, Muriel Irene Spissler (1921-2012), sia il padre, William Alfred Dafoe (1917-2014), erano medici, in particolare il padre e il fratello Donald sono stimati chirurghi. S'iscrive all'Università del Wisconsin, dove segue dei corsi di recitazione. Nel 1972 entra nel gruppo teatrale d'avanguardia Theatre X, con il quale partecipa a delle tournée, sia negli Stati Uniti sia in Europa. Conclusa questa esperienza si trasferisce a New York, dove nel 1977 fonda la compagnia teatrale Wooster Group. Intraprende una relazione con la fondatrice di quest'ultima compagnia, Elizabeth LeCompte, dalla quale avrà un figlio di nome Jack nel 1982.
Debutta in una pellicola cinematografica nel 1981, con una partecipazione minore, tagliata poi in fase di montaggio, in I cancelli del cielo di Michael Cimino. Questo suo primo ruolo non fu ben augurante in quanto, nel corso delle riprese, scoppiò in una fragorosa risata a causa della barzelletta di un collega, facendo innervosire così il regista Cimino che lo licenziò. Nel 1984 interpreta il cattivo nel film Strade di fuoco, diretto da Walter Hill; l'anno successivo affianca Debra Feuer e William Petersen nel thriller cult Vivere e morire a Los Angeles diretto da William Friedkin.
Il grande successo arriva con la partecipazione a Platoon, di Oliver Stone, del 1986 nel ruolo del sergente Elias. Il film tratta della permanenza in Vietnam di Chris Taylor, interpretato da Charlie Sheen, come volontario durante la guerra ed è ispirato alle reali esperienze vissute dal regista. Il film ha un buon successo commerciale e incassa 138 milioni di dollari in tutto il mondo. Riceve, anche, moltissime critiche positive e Dafoe, per questa sua interpretazione, viene candidato ai premi Oscar come migliore attore non protagonista nel 1987.
Nel 1988 partecipa ad altri due film di grande successo. Il primo è Mississippi Burning - Le radici dell'odio, diretto da Alan Parker, nel quale Dafoe interpreta l'agente speciale Alan Ward, collega dell'agente Rubert Anderson interpretato da Gene Hackman. Il film riceve varie critiche positive, anche se alcuni sottolinearono che nella pellicola c'è una certa discontinuità tra l'equilibrio narrativo e drammatico. Il film ottenne anche un buon incasso al botteghino.
Il secondo film è L'ultima tentazione di Cristo, diretto da Martin Scorsese, in cui Dafoe è assoluto protagonista. Scorsese, infatti, aveva una grande ammirazione per Dafoe, dopo averlo notato sia in Vivere e morire a Los Angeles sia in Platoon, dove, secondo lo stesso regista, risultava "esplosivo nella sua volontà sacrificale". Il film non mira ad analizzare le qualità divine di Gesù, bensì tende a mettere in risalto gli aspetti più terreni della sua vita da uomo, con tutti i dubbi e, appunto, le tentazioni che lo tormentano. Per questo aspetto il film suscitò notevoli polemiche al tempo della sua comparsa nei cinema; ciononostante, l'interpretazione di Dafoe venne ben accolta dalla critica cinematografica.
Nel 1989 torna a lavorare con Oliver Stone in Nato il quattro luglio, che tratta le vicende vissute da Ron Kovic (ex militare e poi attivista e scrittore impegnato per la pace) in Vietnam e al ritorno negli Stati Uniti. Nel film, Dafoe ricopre il ruolo minore del veterano a Villa Dulce Charlie. Il film ottiene critiche positive e un buon successo commerciale. Durante gli anni novanta la carriera di Dafoe è costellata di altri successi e prestigiose collaborazioni: nel 1990 è diretto da David Lynch in Cuore selvaggio, nel 1992 lavora per la prima volta con Paul Schrader nel film Lo spacciatore, accanto a Susan Sarandon. Dafoe tornerà a collaborare con questo regista nei successivi Auto Focus (2002), The Walker (2007) e Adam Resurrected (2008).
Nel 1993 Dafoe recita accanto a Madonna nell'ambiguo Body of Evidence dove interpreta l'ingenuo avvocato Frank Dulaney. Il film, che racconta la relazione tra i personaggi interpretati da Madonna e Dafoe, viene definito eccessivamente esplicito nelle scene di sesso (spesso sadomaso) e viene stroncato dalla critica cinematografica, rivelandosi un flop al botteghino. Nonostante ciò, la carriera di Dafoe non sembra risentirne: infatti nel 1994 è protagonista con Harrison Ford del thriller Sotto il segno del pericolo, ispirato all'omonimo romanzo, e anche del film romantico-biografico Tom & Viv - Nel bene, nel male, per sempre, in cui interpreta il grande poeta Thomas Stearns Eliot, e nel 1996 affianca Ralph Fiennes in Il paziente inglese di Anthony Minghella, vincitore del Premio Oscar al miglior film; i due film ottengono quindi grandissimi riconoscimenti e un buon successo sia di pubblico sia di critica, con incassi superiori ai 200 milioni di dollari in tutto il mondo. Nel 1999 recita nel controverso film di David Cronenberg eXistenZ e nel film di azione The Boondock Saints - Giustizia finale; quest'ultimo non desta particolare clamore alla sua uscita nelle sale, ma ottiene un grande successo con l'uscita per home video, portando alla nascita di un sequel nel 2009: The Boondock Saints 2 - Il giorno di Ognissanti, in cui Dafoe torna a interpretare il suo personaggio in una fugace apparizione.
Nel 2000 Dafoe ottiene la sua seconda candidatura ai premi Oscar per il ruolo del vampiro Max Schreck in L'ombra del vampiro. Il film, oltre a conseguire un discreto incasso al botteghino, viene premiato dalla critica internazionale e lo stesso Dafoe riceve molte lodi per la sua interpretazione. Lo stesso anno interpreta un detenuto nel drammatico Animal Factory, diretto dall'amico Steve Buscemi e vagamente ispirato all'omonimo romanzo di Edward Bunker. Il film ottiene ottimi riscontri da parte della critica cinematografica, ma gli incassi sono deludenti. Sempre nel 2000, inoltre, Dafoe interpreta il ruolo del detective Donald Kimball nel film American Psycho, con protagonista Christian Bale. Il film riceve critiche contrastanti, ma in compenso realizza un incasso discreto.
Il 2002 è l'anno in cui Dafoe interpreta uno dei suoi personaggi più celebri: il supercriminale Norman Osborn / Goblin nel campione d'incassi Spider-Man di Sam Raimi; Il film ha un grande successo commerciale incassando 822 milioni di dollari in tutto il mondo, mentre Dafoe ottiene una candidatura agli MTV Movie Award come Best Villain per la sua interpretazione. Dafoe, in seguito, propose al regista di inserire il suo personaggio in brevi sequenze anche nei sequel: Spider-Man 2 (2004) e Spider-Man 3 (2007), paragonando il ritorno di Osborn al padre di Amleto, che appare in sogno al figlio Harry esortandolo a vendicarlo. Nel 2021, a 14 anni di distanza dalla trilogia di Sam Raimi, riprende nuovamente il ruolo di Goblin nel film del Marvel Cinematic Universe Spider-Man: No Way Home, diretto da Jon Watts, uscito il 17 dicembre dello stesso anno, ritorno che gli permette di ottenere il Guinness dei primati per la carriera più lunga come personaggio della Marvel. Questo primato è stato però superato nel 2022 da Patrick Stewart per la sua apparizione come Charles Xavier in Doctor Strange nel Multiverso della Follia e quest'ultimo nel 2024 da Hugh Jackman come Wolverine, quest'ultimo si è fatto superare da Wesley Snipes nel ruolo di Blade entrambe con il film Deadpool & Wolverine.
Il 25 marzo 2005 sposa la regista e attrice italiana Giada Colagrande, conosciuta un anno prima a Roma alla première di uno dei suoi film; con lei realizza il film Black Window. Dafoe continua a recitare in diversi film, a volte anche in ruoli secondari e di supporto, come nel caso di C'era una volta in Messico (2003) di Robert Rodriguez, The Aviator (2004) di Martin Scorsese e Inside Man (2006) di Spike Lee. L'attore si cimenta anche in commedie di successo come Le avventure acquatiche di Steve Zissou (2003) di Wes Anderson e il satirico American Dreamz (2006). Tra i film successivi, il controverso Go Go Tales di Abel Ferrara, presentato al Festival di Cannes nel 2007, dove Dafoe interpreta il proprietario di un locale notturno; nel drammatico Un segreto tra di noi, presentato al Festival di Berlino nel 2008, interpreta un padre all'apparenza severo e autoritario.

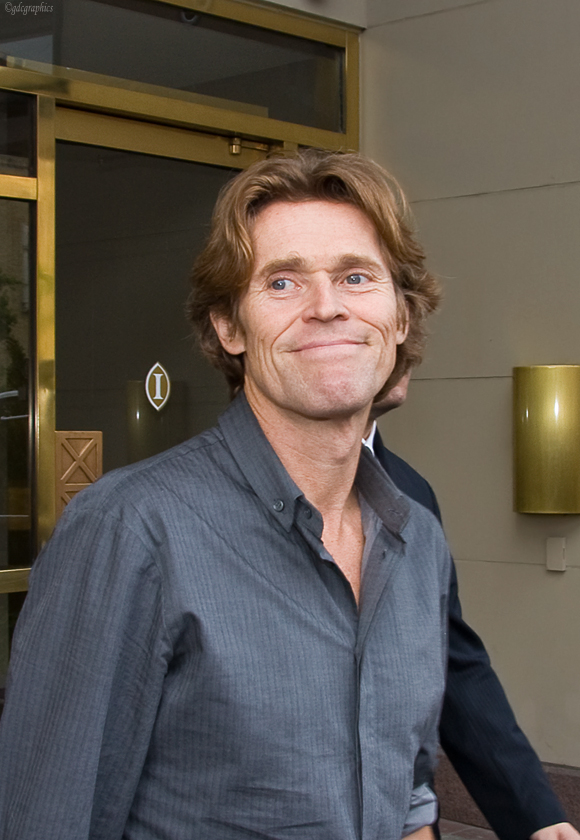
Dafoe nel 2009

Nel 2009 è protagonista al fianco di Charlotte Gainsbourg nel film discusso di Lars von Trier Antichrist, in concorso al Festival di Cannes 2009. Successivamente è apparso nell'horror fantascientifico Daybreakers - L'ultimo vampiro e nel thriller My Son, My Son, What Have Ye Done diretto da Werner Herzog, ispirato a fatti realmente accaduti. Nel 2012 ha ricoperto il ruolo di Tars Tarkas in John Carter, adattamento cinematografico di una serie di romanzi a opera della Disney. Nel 2013 prende parte al film Il luogo delle ombre.
Nel 2014 torna a collaborare con due registi che già lo vollero in passato: Wes Anderson per Grand Budapest Hotel presentato come film d'apertura alla 64ª edizione del Festival internazionale del cinema di Berlino e Lars von Trier per il discusso Nymphomaniac. Inoltre, lo stesso anno, accanto a Philip Seymour Hoffman e Rachel McAdams recita in La spia - A Most Wanted Man e soprattutto è richiamato da Abel Ferrara per Pasolini, dove recita l'ingombrante ruolo del poeta, scrittore e regista friulano con la voce dell'attore Fabrizio Gifuni nella versione italiana. Nel 2017 recita in tre pellicole: Assassinio sull'Orient Express, diretto da Kenneth Branagh, Seven Sisters, diretto da Tommy Wirkola e Un sogno chiamato Florida, diretto da Sean Baker. Per quest'ultimo ruolo ottiene delle ottime recensioni dalla critica cinematografica e riceve la sua seconda candidatura ai Golden Globe come miglior attore non protagonista e una candidatura all'Oscar come miglior attore non protagonista. Sempre nel 2014 interpreta la parte di Peter Van Houten nel film Colpa delle stelle.
Nel maggio del 2017 il regista Julian Schnabel annuncia la realizzazione di un film su Vincent van Gogh con Dafoe protagonista: la pellicola, dal titolo Van Gogh - Sulla soglia dell'eternità (At Eternity's Gate), viene girata in Francia e tratta del periodo passato dal pittore ad Arles e ad Auvers-sur-Oise; per questa interpretazione nei panni dell'artista olandese riceve il prestigioso riconoscimento della Coppa Volpi al Festival di Venezia, una candidatura ai Golden Globe 2019, senza però vincere, come miglior attore in un film drammatico, e una candidatura ai Premi Oscar 2019 come miglior attore protagonista. Essendo italofono, si è doppiato, per via del suo accento, nel film Siberia.

## Vita privata
Dal 1977 al 2004 è stato legato alla regista Elizabeth LeCompte, con cui ha avuto un figlio, Jack, nel 1982. I due non si sono mai sposati.
Willem Dafoe e sua moglie Giada Colagrande,  conosciuta a Roma durante le riprese del film Le avventure acquatiche di Steve Zissou di Wes Anderson, sono sposati dal 2005 e vivono tra Roma, New York e Los Angeles. Hanno entrambi la doppia cittadinanza italiana e statunitense. Dafoe è vegetariano e si rifiuta di mangiare carne "poiché gli allevamenti animali sono una delle principali cause della distruzione del pianeta". Pratica ashtanga yoga ogni giorno.

## Filmografia

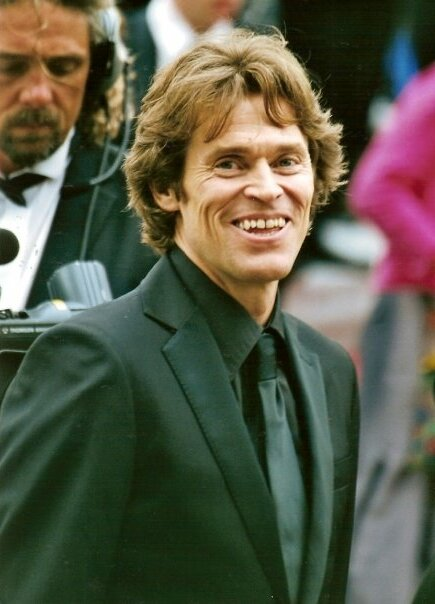
Willem Dafoe al Festival di Cannes 2005

### Attore
- I cancelli del cielo (Heaven's Gate), regia di Michael Cimino (1980) - non accreditato
- The Loveless, regia di Kathryn Bigelow e Monty Montgomery (1981)
- Miriam si sveglia a mezzanotte (The Hunger), regia di Tony Scott (1983)
- New York Nights, regia di Simon Nuchtern (1983)
- Strade di fuoco (Streets of Fire), regia di Walter Hill (1984)
- La notte assassina (Roadhouse 66), regia di John Mark Robinson (1984)
- Vivere e morire a Los Angeles (To Live and Die in L.A), regia di William Friedkin (1985)
- Platoon, regia di Oliver Stone (1986)
- Saigon (Off Limits), regia di Christopher Crowe (1987)
- L'ultima tentazione di Cristo (The Last Temptation of Christ), regia di Martin Scorsese (1988)
- Mississippi Burning - Le radici dell'odio (Mississippi Burning), regia di Alan Parker (1988)
- Oltre la vittoria (Triumph of the Spirit), regia di Robert M. Young (1989)
- Nato il quattro luglio (Born on the Fourth of July), regia di Oliver Stone (1989)
- Cry Baby, regia di John Waters (1990)
- Cuore selvaggio (Wild at Heart), regia di David Lynch (1990)
- L'ultimo attacco (Flight of the Intruder), regia di John Milius (1991)
- Lo spacciatore (Light Sleeper), regia di Paul Schrader (1992)
- White Sands - Tracce nella sabbia (White Sands), regia di Roger Donaldson (1992)
- Body of Evidence, regia di Uli Edel (1993)
- Così lontano così vicino (In weiter Ferne, so nah!), regia di Wim Wenders (1993)
- Sotto il segno del pericolo (Clear and Present Danger), regia di Phillip Noyce (1994)
- La notte e il momento (The Night and the Moment), regia di Anna Maria Tatò (1994)
- Tom & Viv - Nel bene, nel male, per sempre (Tom & Viv), regia di Brian Gilbert (1994)
- La bella straniera (Victory), regia di Mark Peploe (1995)
- Basquiat, regia di Julian Schnabel (1996)
- Il paziente inglese (The English Patient), regia di Anthony Minghella (1996)
- Speed 2 - Senza limiti (Speed 2: Cruise Control), regia di Jan de Bont (1997)
- Affliction, regia di Paul Schrader (1997)
- Lulu on the Bridge, regia di Paul Auster (1998)
- New Rose Hotel, regia di Abel Ferrara (1998)
- eXistenZ, regia di David Cronenberg (1999)
- The Boondock Saints - Giustizia finale (The Boondock Saints), regia di Troy Duffy (1999)
- American Psycho, regia di Mary Harron (2000)
- Animal Factory, regia di Steve Buscemi (2000)
- L'ombra del vampiro (Shadow of the Vampire), regia di E. Elias Merhige (2000)
- The Fighter - Il massacro (Bullfighter), regia di Rune Bendixen (2000)
- Pavilion of Women, regia di Ho Yim (2001)
- L'ultimo treno (Edges of the Lord), regia di Yurek Bogayevicz (2001)
- Auto Focus, regia di Paul Schrader (2002)
- Spider-Man, regia di Sam Raimi (2002) – Norman Osborn / Goblin
- The Reckoning - Percorsi criminali (The Reckoning), regia di Paul McGuigan (2002)
- C'era una volta in Messico (Once Upon a Time in Mexico), regia di Robert Rodriguez (2003)
- In ostaggio (The Clearing), regia di Pieter Jan Brugge (2004)
- Spider-Man 2, regia di Sam Raimi (2004) – Norman Osborn / Goblin
- Le avventure acquatiche di Steve Zissou (The Life Aquatic with Steve Zissou), regia di Wes Anderson (2004)
- Control, regia di Tim Hunter (2004)
- The Aviator, regia di Martin Scorsese (2004)
- xXx 2: The Next Level (xXx: State of the Union), regia di Lee Tamahori (2005)
- Manderlay, regia di Lars von Trier (2005)
- Black Widow (Before It Had a Name), regia di Giada Colagrande (2005)
- Il ritorno di Mr. Ripley (Ripley Under Ground), regia di Roger Spottiswoode (2005)
- American Dreamz, regia di Paul Weitz (2006)
- Inside Man, regia di Spike Lee (2006)
- Paris, je t'aime segmento IIe arrondissement, regia di Olivier Assayas (2006)
- Mr. Bean's Holiday, regia di Steve Bendelack (2007)
- Spider-Man 3, regia di Sam Raimi (2007) – Norman Osborn / Goblin
- Go Go Tales, regia di Abel Ferrara (2007)
- The Walker, regia di Paul Schrader (2007)
- Anamorph - I ritratti del serial killer (Anamorph), regia di Henry Miller (2008)
- Un segreto tra di noi (Fireflies in the Garden), regia di Dennis Lee (2008)
- Adam Resurrected, regia di Paul Schrader (2008)
- La polvere del tempo (Trilogia II: I skoni tou hronou), regia di Theo Angelopoulos (2008)
- Antichrist, regia di Lars von Trier (2009)
- Aiuto vampiro (Cirque du Freak: The Vampire's Assistant), regia di Paul Weitz (2009)
- The Boondock Saints 2 - Il giorno di Ognissanti (The Boondock Saints II: All Saints Day), regia di Troy Duffy (2009) - cameo
- Daybreakers - L'ultimo vampiro (Daybreakers), regia di Michael e Peter Spierig (2009)
- My Son, My Son, What Have Ye Done, regia di Werner Herzog (2009)
- Miral, regia di Julian Schnabel (2010)
- Una donna - A Woman (A Woman), regia di Giada Colagrande (2010)
- 4:44 - Ultimo giorno sulla terra (4:44 Last Day on Earth), regia di Abel Ferrara (2011)
- The Hunter, regia di Daniel Nettheim (2011)
- John Carter, regia di Andrew Stanton (2012)
- Tomorrow You're Gone, regia di David Jacobson (2012)
- Il luogo delle ombre (Odd Thomas), regia di Stephen Sommers (2013)
- Il fuoco della vendetta - Out of the Furnace (Out of the Furnace), regia di Scott Cooper (2013)
- Nymphomaniac, regia di Lars Von Trier (2013)
- La spia - A Most Wanted Man (A Most Wanted Man), regia di Anton Corbijn (2014)
- Grand Budapest Hotel (The Grand Budapest Hotel), regia di Wes Anderson (2014)
- Affari di famiglia (Bad Country), regia di Chris Brinker (2014)
- Colpa delle stelle (The Fault in Our Stars), regia di Josh Boone (2014)
- Pasolini, regia di Abel Ferrara (2014)
- John Wick, regia di David Leitch e Chad Stahelski (2014)
- Il mio amico Hindu (Meu Amigo Hindu), regia di Héctor Babenco (2015)
- The Great Wall, regia di Zhang Yimou (2016)
- Padre, regia di Giada Colagrande (2016)
- Cane mangia cane (Dog Eat Dog), regia di Paul Schrader (2016)
- Quando un padre (A Family Man), regia di Mark Williams (2016)
- Assassinio sull'Orient Express (Murder on the Orient Express), regia di Kenneth Branagh (2017)
- Seven Sisters (What Happened to Monday), regia di Tommy Wirkola (2017)
- Un sogno chiamato Florida (The Florida Project), regia di Sean Baker (2017)
- Aquaman, regia di James Wan (2018)
- Van Gogh - Sulla soglia dell'eternità (At Eternity's Gate), regia di Julian Schnabel (2018)
- The Lighthouse, regia di Robert Eggers (2019)
- Motherless Brooklyn - I segreti di una città (Motherless Brooklyn), regia di Edward Norton (2019)
- Togo - Una grande amicizia (Togo), regia di Ericson Core (2019)
- Tommaso, regia di Abel Ferrara (2019)
- Il suo ultimo desiderio (The Last Thing He Wanted), regia di Dee Rees (2020)
- Siberia, regia di Abel Ferrara (2020)
- Zack Snyder's Justice League, regia di Zack Snyder (2021)
- Il collezionista di carte (The Card Counter), regia di Paul Schrader (2021)
- The French Dispatch of the Liberty, Kansas Evening Sun, regia di Wes Anderson (2021)
- La fiera delle illusioni - Nightmare Alley (Nightmare Alley), regia di Guillermo del Toro (2021)
- Spider-Man: No Way Home, regia di Jon Watts (2021) – Norman Osborn / Goblin
- The Northman, regia di Robert Eggers (2022)
- Morto per un dollaro (Dead for a Dollar), regia di Walter Hill (2022)
- Inside, regia di Vasilis Katsoupis (2023)
- Asteroid City, regia di Wes Anderson (2023)
- Povere creature! (Poor Things), regia di Yorgos Lanthimos (2023)
- Finalmente l'alba, regia di Saverio Costanzo (2023)
- Gonzo Girl, regia di Patricia Arquette (2023)
- Kinds of Kindness, regia di Yorgos Lanthimos (2024)
- Beetlejuice Beetlejuice, regia di Tim Burton (2024)
- Saturday Night, regia di Jason Reitman (2024)
- Nosferatu, regia di Robert Eggers (2024)
- The Legend of Ochi, regia di Isaiah Saxon (2025)
- La trama fenicia (The Phoenician Scheme), regia di Wes Anderson (2025)

### Doppiatore
- I Simpson (The Simpsons) - serie TV, episodi 8x25, 26x07 (1997-2014)
- Alla ricerca di Nemo (Finding Nemo), regia di Andrew Stanton (2003)
- Fantastic Mr. Fox, regia di Wes Anderson (2009)
- Beyond: Due anime - videogioco (2013)
- Alla ricerca di Dory, regia di Andrew Stanton (2016)
- Fukushima: A Nuclear Story, regia di Matteo Gagliardi (2016)
- PIIGS, regia di Adriano Cutraro, Federico Greco e Mirko Melchiorre (2017)
- Death Note - Il quaderno della morte (Death Note), regia di Adam Wingard (2017) – Ryuk
- Vox Lux, regia di Brady Corbet (2018)
- Twelve Minutes - videogioco (2021)
- Il ragazzo e l'airone (Kimi-tachi wa dō ikiru ka), regia di Hayao Miyazaki (2023)[52]

## Riconoscimenti
- Premio Oscar
  - 1987 – Candidatura al miglior attore non protagonista per Platoon[53]
  - 2001 – Candidatura al miglior attore non protagonista per L'ombra del vampiro[54]
  - 2018 – Candidatura al miglior attore non protagonista per Un sogno chiamato Florida[54]
  - 2019 – Candidatura al miglior attore protagonista per Van Gogh - Sulla soglia dell'eternità[55]

- Golden Globe
  - 2001 – Candidatura al miglior attore non protagonista per L'ombra del vampiro
  - 2018 – Candidatura al miglior attore non protagonista per Un sogno chiamato Florida[44]
  - 2019 – Candidatura al miglior attore in un film drammatico per Van Gogh - Sulla soglia dell'eternità
  - 2024 – Candidatura al miglior attore non protagonista per Povere creature!

- Guinness World Record
  - 2021 – Carriera più lunga come personaggio Marvel Live Action

- MTV Movie Awards
  - 2003 – Candidatura al miglior cattivo per Spider-Man[56]
  - 2022 – Candidatura al miglior cattivo per Spider-Man: No Way Home[57]

- Mostra internazionale d'arte cinematografica
  - 2018 – Coppa Volpi per Van Gogh - Sulla soglia dell'eternità

- Screen Actors Guild Awards
  - 1997 – Candidatura al miglior cast cinematografico per Il paziente inglese
  - 2001 – Candidatura al migliore attore non protagonista cinematografico per L'ombra del vampiro
  - 2015 – Candidatura al miglior cast cinematografico per Grand Budapest Hotel
  - 2018 – Candidatura al migliore attore non protagonista cinematografico per Un sogno chiamato Florida

## Doppiatori italiani
Nelle versioni in italiano delle opere in cui ha recitato, Willem Dafoe è stato doppiato da:
- Mario Cordova in Cuore selvaggio, White Sands - Tracce nella sabbia, Il paziente inglese, American Psycho (ridoppiaggio), In ostaggio, Mr. Bean's Holiday, La polvere del tempo, Grand Budapest Hotel, Affari di famiglia, Colpa delle stelle, John Wick, The Great Wall, Cane mangia cane, Quando un padre, Assassinio sull'Orient Express, Seven Sisters, Van Gogh - Sulla soglia dell'eternità, Motherless Brooklyn - I segreti di una città, Togo - Una grande amicizia, Il suo ultimo desiderio, Il collezionista di carte, The French Dispatch of the Liberty, Kansas Evening Sun, La fiera delle illusioni - Nightmare Alley, The Northman, Morto per un dollaro, Inside, Asteroid City, Povere creature!, Kinds of Kindness, Beetlejuice Beetlejuice, Nosferatu, The Legend of Ochi, La trama fenicia
- Ennio Coltorti in eXistenZ, C'era una volta in Messico, Le avventure acquatiche di Steve Zissou, American Dreamz, Inside Man, Aiuto vampiro, My Son, My Son, What Have Ye Done, Aquaman, Saturday Night
- Luca Biagini in La notte e il momento, Anamorph - I ritratti del serial killer, Un segreto tra di noi, Adam Resurrected, John Carter, The Lighthouse
- Angelo Maggi in Lulu on the Bridge, Miral, The Hunter, Il fuoco della vendetta - Out of the Furnace, Un sogno chiamato Florida
- Sergio Di Stefano in The Boondock Saints - Giustizia finale, American Psycho, Animal Factory, Auto Focus, The Boondock Saints 2 - Il giorno di Ognissanti
- Francesco Pannofino in Spider-Man, Spider-Man 2, xXx 2: The Next Level, Spider-Man 3, Spider-Man: No Way Home
- Claudio Sorrentino in Strade di fuoco, L'ultima tentazione di Cristo, Oltre la vittoria, Body of Evidence
- Roberto Pedicini in Saigon, New Rose Hotel, Antichrist
- Sandro Iovino in Nato il quattro luglio, Sotto il segno del pericolo, Basquiat
- Massimo Lodolo in Così lontano così vicino, The Aviator, 4:44 - Ultimo giorno sulla terra
- Gino La Monica in Platoon, Mississippi Burning - Le radici dell'odio
- Massimo Corvo in Speed 2 - Senza limiti, Nymphomaniac
- Adalberto Maria Merli in Vivere e morire a Los Angeles
- Vittorio Amandola in Cry Baby
- Fabio Mazzari in L'ultimo attacco
- Gianni Giuliano in Lo spacciatore
- Stefano De Sando in Tom & Viv - Nel bene, nel male, per sempre
- Claudio Capone in La bella straniera
- Fabrizio Pucci in Affliction
- Dario Penne in L'ombra del vampiro
- Antonello Governale in Pavilion of Women
- Carlo Marini in L'ultimo treno
- Sandro Acerbo in The Reckoning - Percorsi criminali
- Rodolfo Bianchi in Control
- Massimo Venturiello in Manderlay
- Ambrogio Colombo ne Il ritorno di Mr. Ripley
- Federico Danti in Go Go Tales
- Antonio Palumbo in The Walker
- Roberto Draghetti in Daybreakers - L'ultimo vampiro
- Natale Ciravolo ne Il luogo delle ombre
- Massimo Lopez in La spia - A Most Wanted Man
- Fabrizio Gifuni in Pasolini
- Antonio Sanna in Zack Snyder's Justice League
- Davide Marzi in The Loveless (ridoppiaggio)
- Gianluca Machelli in Cuore selvaggio (ridoppiaggio)

Nel film Finalmente l'alba recita in italiano con la propria voce.

Da doppiatore è sostituito da:
- Angelo Nicotra in Alla ricerca di Nemo, Alla ricerca di Dory
- Stefano Mondini ne I Simpson (ep. 8x25)
- Andrea Ward ne I Simpson (ep. 26x07)
- Luca Biagini in Fantastic Mr. Fox
- Ivo De Palma in Beyond: Due anime
- Mario Cordova in Death Note - Il quaderno della morte
- Ennio Coltorti in Vox Lux